# Lensia exeter
Lensia exeter is een hydroïdpoliep uit de familie Diphyidae. De poliep komt uit het geslacht Lensia. Lensia exeter werd in 1941 voor het eerst wetenschappelijk beschreven door Totton. 